# Freedom for Frankenstein: Hits and Pieces 1984-1991
Albums de Alice Cooper
Snorting Anthrax
(1998) The Life and Crimes of Alice Cooper
(1999)
Freedom for Frankenstein: Hits and Pieces 1984-1991 est le huitième album compilation d'Alice Cooper.

## Titres
1. He's Back (The Man Behind the Mask) (3:43)
2. Teenage Frankenstein (3:32)
3. Give It Up (4:12)
4. Freedom (4:06)
5. Lock Me Up (3:25)
6. I Got a Line on You (3:00)
7. Poison (4:29)
8. House of Fire (3:47)
9. Bed of Nails (4:21)
10. Go to Hell (live) (5:30)
11. Ballad of Dwight Fry (live) (7:17)
12. Hey Stoopid (4:35)
13. It Rained All Night (3:52)
14. Feed My Frankenstein (4:45)
15. Fire (3:02)
16. Side Show (6:40)
17. Sick Things (live) (3:14)
18. Only Women Bleed / Wind Up Toy (live) (4:45)